# Военно-учёный комитет
Военно-учёный комитет — созданное 27 января 1812 года на базе Артиллерийского ученого комитета при Военном министерстве Российской Империи подразделение. Занимался изучением и усовершенствованием военного искусства и распространением военно-научных знаний в войсках, теоретическими вопросами организации тыловой службы, разработкой ракетной техники.
Военно-учёный комитет был упразднен в 1903 году в связи с реорганизацией Главного штаба.

## Председатели
- Гогель, Иван Григорьевич